# 欧诺菲力

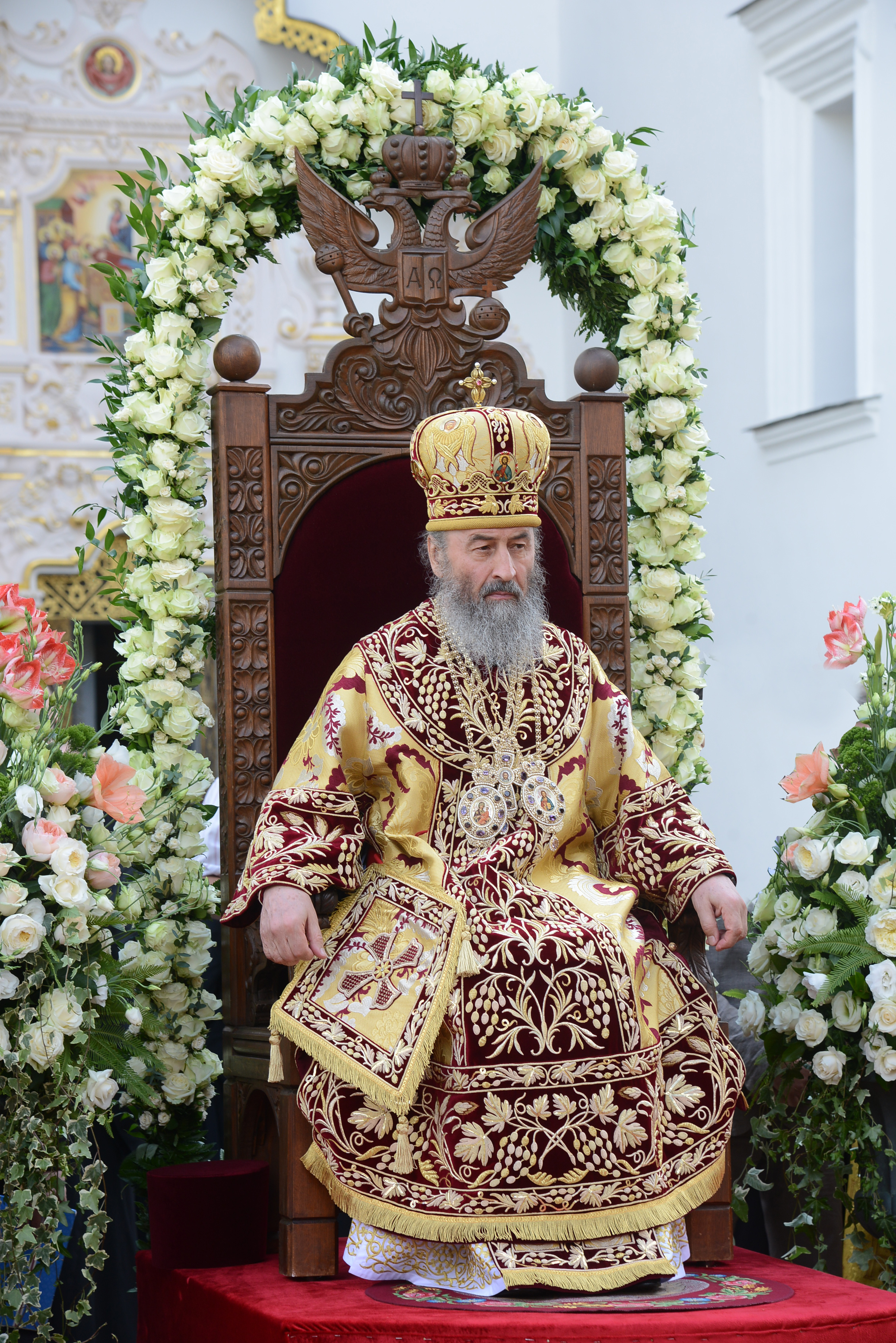
欧诺菲力都主教于2014年就任仪式

欧诺菲力都主教（1944年11月4日—），俗名奥列斯特·弗拉基米罗维奇·别列佐夫斯基，莫斯科圣统乌克兰正教会首脑。至圣主教公会常任委员之一。

## 履历
欧诺菲力出生于乌克兰切爾諾夫策的一个神职人员家庭，1971年，他被祝圣为祭司。1988年，欧诺菲力获得了其神学学位。随后，他曾于波恰伊夫拉伏拉担任修道院长。1990年12月9日，他被祝圣为切爾諾夫策和布科维纳都主教。1994年晋为大主教。2000年晋为都主教。2014年8月17日，正式接替去世的前都主教弗拉基米尔，于基輔洞窟修道院成为新一任的乌克兰教会首脑，基辅及全乌克兰都主教。2018年9月，欧诺菲力被乌克兰政府列为“潜在威胁国家安全的人物”。

## 備注
1. ↑  烏克蘭語羅馬化：Mytropolit Onufrii
2. ↑  烏克蘭語羅馬化：Orest Volodymyrovych Berezovskyi